# Eugen von Böhm-Bawerk
Eugen Böhm-Bawerk (Brünn, 1851. február 12. – Bécs, 1914. augusztus 27.) osztrák közgazdász és politikus. Három ízben az osztrák pénzügyminiszteri tárca birtokosa (1895; 1897–98; 1900–1904). A közgazdaságtan professzora 1884-től az innsbrucki, 1905-től a bécsi egyetemen. 1911 és 1914 között az Osztrák Tudományos Akadémia elnöke. Carl Menger követőjeként az osztrák iskola és a szubjektív értékelmélet képviselője. Legjelentősebb eredményei a kamat és tőkeelmélet területén születtek. A határhaszon elmélet alapján szerinte a tőkés kamat a jelenbeli és a jövőbeli javak értékelése közötti különbség formájában jelentkezik, mivel a jövőbeli javaknak kisebb az értékük, mint a jelenbelieknek. Tőkeelmélete a szakirodalomban a „termelési kerülő utak”  elméleteként ismert.

## Életrajza
1851. február 12-én született Brünnben. Apja 1854-ben lovagi címet kapott, s ekkortól az ő neve is  Eugen Böhm Ritter von Bawerkre változott, de így csak nagyon ritkán mutatkozott be. Hivatalos iratokon az Eugen von Böhm-Bawerk aláírása szerepel.
A Bécsi Schottengimnáziumban érettségizett, majd 1868-72 között jog- és államtudományt hallgatott szintén Bécsben. 1872-től 1880-ig az alsó-ausztriai pénzügyi szolgálatnál dolgozott. 1875-ben doktorált, majd két évet töltött Heidelbergben, Lipcsében és Jénában, Karl Knies, Wilhelm Roscher és Bruno Hildebrand mellett. 1880-ban feleségül vette ifjúkori barátja, Friedrich von Wieser nővérét, Paula von Wiesert.
Ugyanebben az évben vette át a politikai gazdaságtan egyetemi tanári kinevezését, majd 1881-től az Innsbrucki Egyetemen tanított. 1884-ben kapta meg a professzori kinevezését s lett tanszékvezető. Hivatalát 1889-ig töltötte itt be. 1884-ben jelent meg Kapital und Kapitalzins  (Tőke és tőkekamat) című kétkötetes írása kamatelméletéről.
1889-től dolgozott a pénzügyminisztériumban. Először mint miniszteri tanácsos, később pedig mint a közvetlen adózás bevezetését célzó reform szekcióvezetője. E funkciójában mindenekelőtt a kiegyensúlyozott államháztartást és az osztrák valuta szigorú aranyfedezete megtartását tekintette céljának. Különböző kormányokban három ízben (1895, 1897-1898, 1900-1904) volt pénzügyminiszter. 1904-től 1914-ben bekövetkezett haláláig a Bécsi Egyetem professzora volt.

## A szubjektív értékelmélet jellegzetességei Böhm-Bawerknél
Az elmélet képviselői az árakban egyéni hasznossági ítéletek megnyilvánulását látják. Böhm-Bawerk szerint az ár a határon lévő fogyasztó értékítéletét tükrözi, vagyis azét, aki az adott árut egyáltalán még hajlandó megvenni. Továbbá egy termelési jószág is, mint minden más jószág, csak akkor juthat értékhez, ha rendelkezésre állása valamely hasznossággal bír vagy hiányától valamely hasznosság feláldozása függ.  A határhaszon elmélet szerint az egyén azért cserél, hogy fogyasztói helyzetén javítson és jövedelmének utolsó egysége azonos határhasznot jelentsen a számára, bármire is költse el. (Gossen II. törvénye) Böhm-Bawerknél a munkás is válogat a kínálkozó lehetőségek között, amikor munkát vállal, s a számára legkedvezőbbet választja.  A tőkés viszont azt a jószágkészletet bocsátja áruba, amelyet pillanatnyi személyes szükségletei kielégítésére nem használ fel. Nála a tőkés termelés már akkor létrejött, amikor az ember termelési eszközöket kezdett felhasználni a saját munkaerején és a természet erőin kívül. 
Egy jószágkészlet összhasznát Böhm-Bawerk szerint az egyes jószágok szubjektív jelentőségének összegeként lehet megragadni. E felfogást már Wieser is bírálta, mivel ellentmond a határhaszonelvnek, mely szerint egy jószágkészlet minden egysége úgy számít, mintha az utolsó lenne. 
A határhaszon elmélet azon feltevését, hogy a javak nagymértékben oszthatók, Böhm-Bawerk is kritizálta. „A kályha iránti szükséglet egy kályha beállításával olyan tökéletesen telítődik, hogy egy másodikat már nem lehetne beállítani.” – írja  Kapital und Kapitalzins című művében. 
Böhm-Bawerk a használati értékeket olyan eredeti tényezőkre akarta végső soron visszavezetni, amelyekre már nem érvényes a költségtörvény. Két ilyen tényezőt talált: a föld természeti erejét és a munkát.

## Kamat-elmélete
Böhm-Bawerk szerint a fogyasztó természetéből fakad, hogy a jövőbeni javakat leértékeli a jelenbeli javakhoz viszonyítva, mivel a jövőbeni élvezet intenzitást kisebbnek ítéli a jelenlegihez képest. Ezért, aki megtakarít, a jelenbeli javak élvezetéről mond le. A kölcsönadott jelenbeli javakért viszont több jövőbeli jószágot, azaz kamatot kíván cserébe. (Böhm-Bawerk szóhasználatában: ázsiót kér.) Ha nem kapna kamatot, nem takarítana meg. A termelési eszközök jövőbeli jószágok, a jövőben érnek csak be a termelési folyamat révén fogyasztási cikké. Tehát nála a kamat a jelenbeli és a jövőbeni fogyasztás közötti választás eredménye, s az előlegezett tőkejavak értékének növekedése, szubjektív módon értelmezett értéktöbblet. Ugyanakkor rámutat arra is, hogy a tőke hozzájárulása a használatiérték-termeléshez önmagában még nem bizonyítja, hogy egyúttal értéktöbblet is keletkezett. Lehet, hogy a tőkejavak egy-egy egységének betudható használatiérték mennyiség értéke csak az elhasznált tőke pótlására elég.
Elméletének megállapításait több oldalról is bírálták. Hisz egy nyomorban élő embernek akármekkora kamatot kínálnak fel, nem fog megtakarítani, mert nem képes rá. A tőkés üzleti megtakarításait pedig nem lehet a fogyasztói pszichológiából levezetni. Sőt, hogy valamely jószág a jövőben kisebb élvezetet okoz, mint a jelenben, azt csak a fogyasztó is csak képzeli és csak a később bekövetkező tényleges fogyasztás alkalmával tudja megítélni. Később Keynes rámutatott arra is, hogy amennyiben a tőkés megtakarítás célja a jövőbeni fogyasztás lenne, mégpedig a jelenbeli javaknak a jövőbeni javak felett mutatkozó ázsiójától függően, akkor a kereslet biztosítva lenne a megtakarítás révén eszközölt beruházás terméke iránt. Azaz nem következne be gazdasági válság.

## Tőkeelmélete
Böhm-Bawerk tagadta, hogy a tőke önálló termelési tényező lenne. Szerinte végső soron csak két termelési tényező van: a munka és a föld. A tőkejavaknak ugyanis a munkától és a földtől eltérően nincs közös természetes mértékegységük. Azt tartja, hogy a termelési tényezőket vagy közvetlenül fogyasztási cikkek termelésére, vagy előbb úgynevezett közbenső javak, tőkejavak termelésére használják fel, s ezek nincsenek a költségtörvény érvényesülésének alávetve. Böhm-Bawerk szerint a fogyasztási javaknak a tőkejavak felhasználásával történő termelése az úgynevezett termelési kerülőút, melynek létrejötte szerinte a tőkés termelés legfőbb ismérve. S azt állítja, hogy minél kerülőutasabb a termelés, annál eredményesebb, s két termelési eljárás közül, amelyek azonos termelési fázisokat tartalmaznak, az a tőkeigényesebb, amelyik az eredeti tényezők nagy részét a kezdeti szakaszokban használja fel. Ezzel a technikai fejlődésnek a társadalmi munkamegosztásra gyakorolt hatására mutat rá. 
Böhm-Bawerk a tőke mérésének a megkerülésével, a termelési átlagperiódusok révén kívánja a termelési eljárások tőkeigényességét megragadni. S a termelési átlagperiódus hossza a termelési eljárás tőkeigényességének mércéje. Eme átlagperiódus nagysága akkor nő, ha jelentős részét előmunkaként, tehát közbenső javak termelésében fejtik ki. Elméletének bizonyítására felhasznált példában termelési eszközök nélkül kezdenek tőkejavakat termelni, amelyek periódusról periódusra futnak keresztül a termelés folyamatán, az egyes periódusokban eleven munka rakódik rájuk, míg végül elkészül a végtermék, a fogyasztási cikk. A termelési átlagperiódus így kifejezi a munka egy egységére átlagosan jutó felhasznált állandótőke mennyiségét. Elméletének érdeme, hogy megmutatja miként kapcsolódnak a termelési folyamatok vertikálisan egymáshoz. A bírálók szerint ugyanakkor számos ponton helytelen következtetésekre jutott. Mivel a munka és a természet ereje számára nem talált közös mércét, a természet erejét egyszerűen elhagyta a termelési átlagperiódus kiszámításánál, s a tőkejavakat mint használati értékeket pusztán a munka termékeként ábrázolta anélkül, hogy a tőkejavak értékét is munka révén határozná meg. Bár valójában a munkát és a természetet együtt tekinti a tőkejavak forrásának. Feltételezi, hogy az állótőkét a végtermék elkészülése során teljesen felhasználják, tehát a tőkét csak forgótőkeként veszi számításba, mivel csak így tudja a termelési átlagperiódust meghatározni.  Ragnar Frisch meg is állapítja, hogy így a kibocsátás csak egy meghatározott időpontban történik a modell szerint, holott a valóságban az állótőke a folyamatos kibocsátás sorozatok forrása.  A Böhm-Bawerk-féle tőkeelmélet csak a felhasznált tőkemennyiséget veszi számításba, ezért nem nyújt alapot az átlagprofitráta kiszámításához, mivel ahhoz a teljes lekötött tőkeállomány szükséges.  Stigler már az elmélet kiinduló pontját bírálta akkor, amikor megjegyezte, hogy „nem ismerünk olyan társadalmat, legyen akármilyen primitív, amely ne rendelkezne tőkejavakkal…”  Hisz a tartós termelési eszközök nemcsak fogyasztási javak, hanem termelési eszközök előállításában is közreműködnek, ebben az értelemben önálló termelési tényezőkké válnak.

## Főbb művei

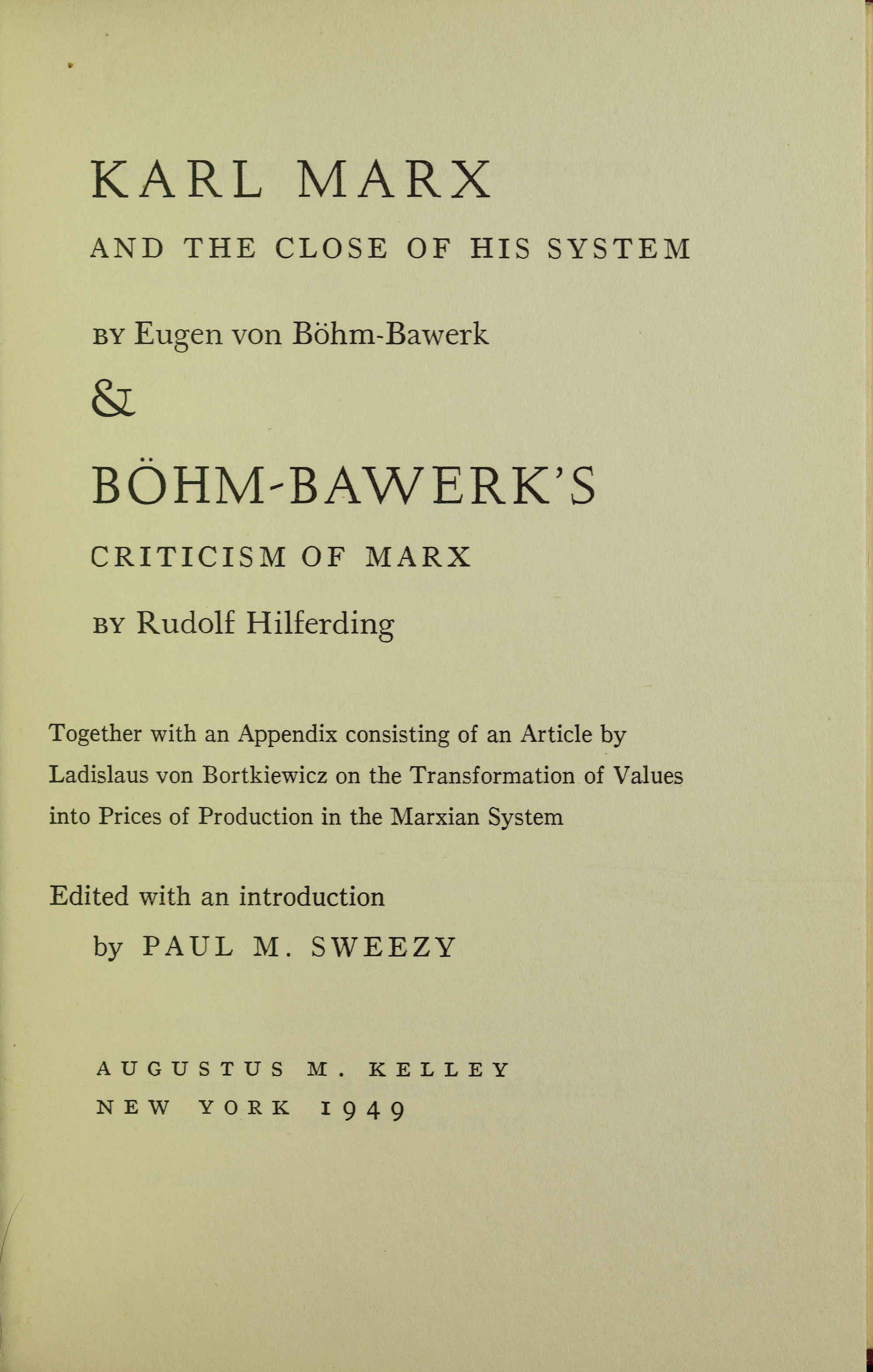
Karl Marx and the close of his system

- Kapital und Kapitalzins 1-2.  (1984-1989)
- Grundzüge der Theorie des wirtschaftlichen Güterwertes  (1886)
- Zum Abschluss der Marxschen Systems (1896)